# Napar
S'anomena napar a l'acte de cobrir, parcialment o totalment, un aliment mitjançant una salsa o crema amb l'objecte que romangui en la seva superfície. Sol realitzar-se en la cuina pel cuiner com a part de les operacions d'emplatat, o es realitza pels mateixos comensals (segons la seva pròpia disposició) a la taula mitjançant una salsera que porta la salsa.

## Etimologia
Napar prové de la paraula francesa nappe (estovalles), Napper significa literalment posar unes estovalles (de salsa), a sobre d'algun aliment.

## Usos
Es sol napar aliments amb l'objecte d'afegir més sabors. En algunes ocasions l'operació de napat es realitza amb l'objecte de decoració amb la pròpia salsa.
De vegades, l'acte de napar forma part dels processos culinaris, com és el cas d'arrebossat d'aliments mitjançant salses espesses, com ara el cas del napat mitjançant beixamel en els canelons amb l'objecte de ser posteriorment gratinats, o de la salsa Villeroi en els pits de pollastre que posteriorment s'arrebossen i es fregeixen, igual que es fa amb la salsa Colbert en alguns peixos, com els llenguados.
Algunes gastronomies posseeixen actes de napat d'aliments amb freqüència, com és el cas de la pasta italiana.
En rebosteria es realitza l'acte de napar, per exemple, amb xocolata, nates muntades, etc. sobre pastissos i altres dolços.